# Pfarrkirche Rechberg

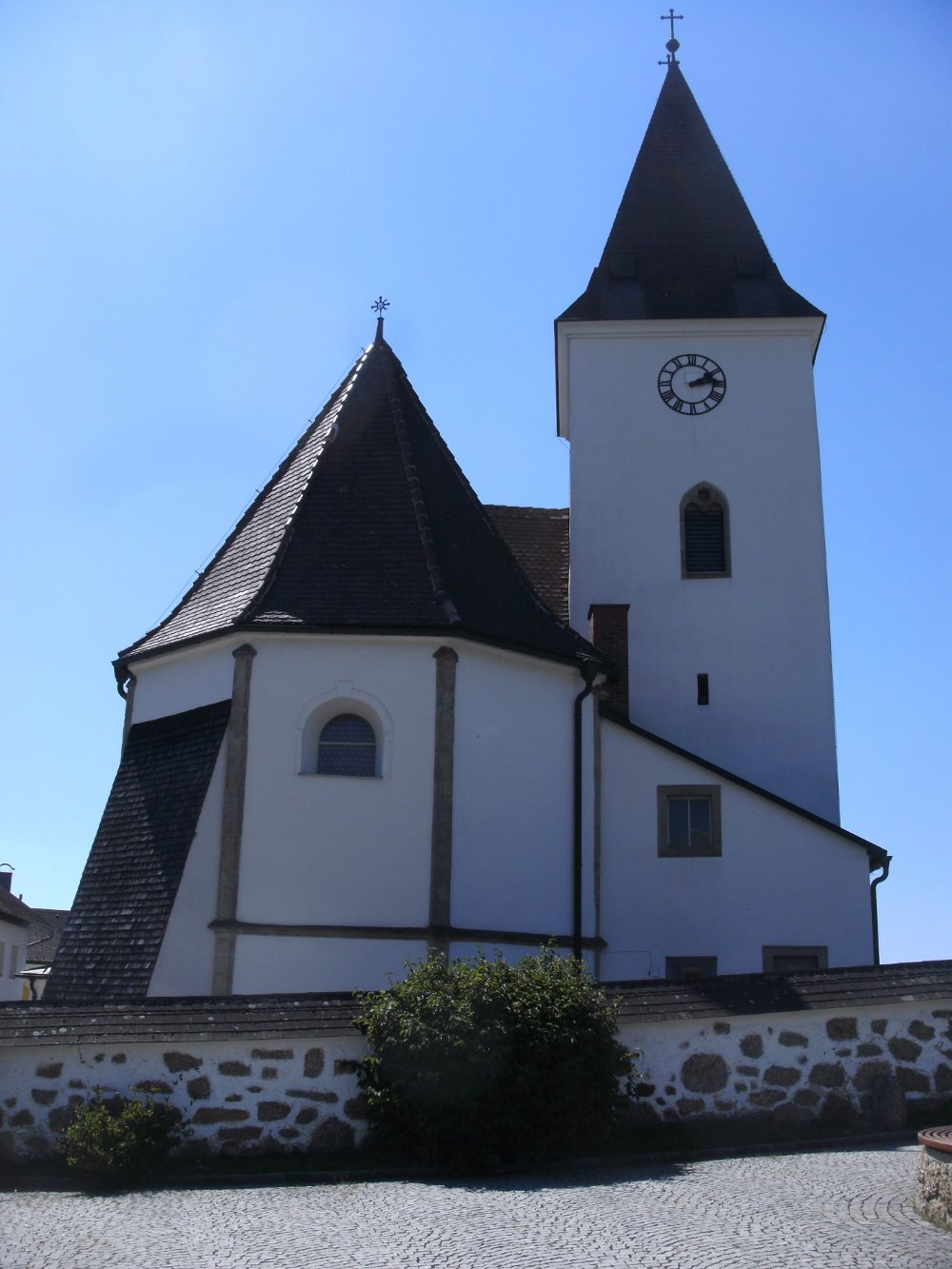
Blick vom Dorfplatz auf die Pfarrkirche in Rechberg

Die römisch-katholische Pfarrkirche Rechberg ist dem heiligen Nikolaus geweiht und steht in Rechberg in Oberösterreich.
Die Pfarre Rechberg gehört zum Seelsorgsraum Perg-Münzbach-Windhaag innerhalb der Diözese Linz. Zur Pfarre gehören eine Pfarrbibliothek und ein Pfarrcaritas-Kindergarten.

## Geographie
Das Kirchengebäude ist die Pfarrkirche der Pfarre Rechberg, einer römisch-katholischen Pfarre im Dekanat Perg in der Region Mühlviertel in der für das Bundesland Oberösterreich zuständigen österreichischen Diözese Linz in der Kirchenprovinz Wien.
Diese wird innerhalb der kirchlichen Verwaltung mit der Pfarrnummer 4311 geführt und hat 1.128 Katholiken,
die sich mit Ausnahme der zur Pfarre Münzbach gehörenden Teile der Ortschaft Kemet im Wesentlichen auf das Gebiet der Gemeinde Rechberg verteilen.
Der Pfarre obliegt die Verwaltung des Rechberger Orts- und Pfarrfriedhofs.
Zur Pfarre gehören die Ortschaften Hiesbach, Holzmann, Kürnstein, Puchberg, Rechberg, Spaten, Wansch, Windischhof und Winkl.
Nachbarpfarren sind Münzbach und Windhaag im Dekanat Perg, Sankt Thomas am Blasenstein im Dekanat Grein, Bad Zell im Dekanat Pregarten sowie Pierbach im Dekanat Unterweißenbach.

## Geschichte

### Geschichte der Pfarre
Eine Kirche ist in Rechberg bereits 1209 als Filialkirche von Pierbach urkundlich erwähnt worden. Rechberg wurde 1656 eine selbständige Pfarre und war von 1673 bis 1782 dem Dominikanerinnenkloster Windhaag einverleibt.
Joachim Enzmilner bestimmte damals seine Taverne als Pfarrhof der Kirche.
Im Zuge der josephinischen Reformen wurde Rechberg dem Dekanat Wartberg zugeordnet. Mit Wirkung 1. Jänner 1909 kam Rechberg zum Dekanat Pabneukirchen. Nach der Auflösung des Dekanat Pabneukirchen ist die Pfarre seit 1. Jänner 1974 Teil des Dekanats Perg.
Da nach dem Zweiten Weltkrieg Räume des Pfarrhofs adaptiert werden konnten, verfügt Rechberg seit dieser Zeit über ein Pfarrheim.

### Geschichte der Kirche
Bauwerk
Das sockellose Langhaus der Kirche ist im Kern noch romanisch, was auch durch 1956 entdeckte Reste von Fresken aus dem 13. Jahrhundert an der Nordwand untermauert wird. Es handelte sich ursprünglich um eine spätromanische rechteckige Saalkirche mit einer flachen Decke. 1440 ist die Kirche, wahrscheinlich nach Zerstörungen durch die Hussiten, renoviert und ausgebaut worden, wobei spätgotische Bauelemente dazu kamen. Genauso breit wie das Langhaus ist der mit einem Netzrippengewölbe ausgestattete, aus der Zeit um 1530 stammende zweijochige Chor mit Dreiachtelschluss. Im nördlichen Winkel des Chors befindet sich der Turm, der mit einem Spitzhelm ausgestattet ist. Die Sakristei wurde 1949 neu gebaut und 1991 erweitert. 1970 erhielt die Kirche eine Heizung. 1979 wurde der Oberteil des Turms ausgebaut, mit Eternit gedeckt und weist nunmehr eine Höhe von 25,5 Meter auf. 1995 erfolgte eine Außenrenovierung der Kirche.
Inneneinrichtung

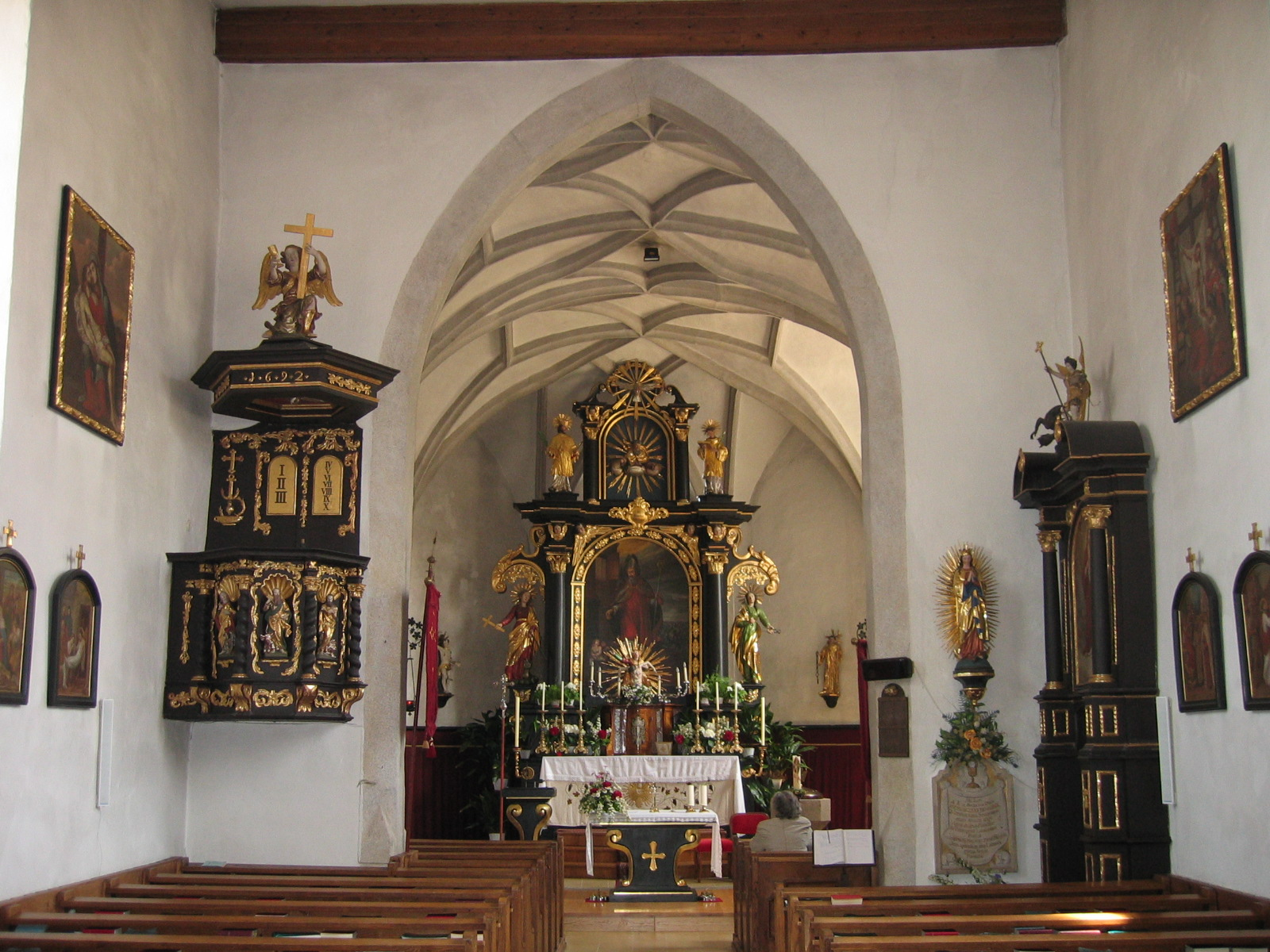
Innenraum der Kirche

Die Kirche verfügt über einen aus der Mitte des 18. Jahrhunderts stammenden barocken Hochaltar mit Rundsäulenarchitektur. Das frühbarocke Altarbild zeigt den Kirchenpatron. Links vom Altar befindet sich die Statue einer weiblichen Märtyrerin mit Kreuz und rechts die Statue der heiligen Apollonia. Im Auszug sieht man Gott in den Wolken zwischen dem heiligen Nepomuk und dem heiligen Aloisius. Tabernakel, Pieta sowie die Heiligenstatuen Joachim und Anna stammen von Balthasar Melber aus Enns und sind mit 1730 zu datieren.
Der Taufstein wurde im 14. Jahrhundert geschaffen. Auf der mit Evangelisten-Statuetten geschmückten Kanzel befindet sich die Jahreszahl 1692.
Der Altarraum wurde im Jahr 2000 gründlich renoviert und es wurden ein Volksaltar und ein Ambo in barockem Stil ergänzt. 2006 erhielt die Kirche einen behindertengerechten Zugang.
Orgel
Das Gehäuse der Rechberger Orgel stammt aus dem Jahr 1700 und wurde 1782 aus der Burgkapelle von Windhaag nach Rechberg übertragen. Die Orgelbrüstung aus dem Jahr 1600 zeigt in den zehn Feldern die irdische Musik in Gestalt von Frauen und die himmlische Musik in Form von Engeln.
Glocken
In Rechberg ist eine Glocke aus dem Jahr 1482 erhalten geblieben. Diese ist mit einer gotischen Minuskelinschrift verziert, dazwischen befinden sich Münzabdrücke und Rosetten. Die Pfarrkirche besitzt 4 Glocken (g, h, d, g) aus dem Jahr 1950 mit einem Gesamtgewicht von 1150 Kilogramm.